# Вілсі (Канзас)
Вілсі (англ. Wilsey) — місто (англ. city) в США, в окрузі Морріс штату Канзас. Населення — 139 осіб (2020).

## Географія
Вілсі розташоване за координатами 38°38′9″ пн. ш. 96°40′35″ зх. д. / 38.63583° пн. ш. 96.67639° зх. д. (38.635809, -96.676443).  За даними Бюро перепису населення США в 2010 році місто мало площу 0,71 км², уся площа — суходіл.

## Демографія
Згідно з переписом 2010 року, у місті мешкали 153 особи в 66 домогосподарствах у складі 43 родин. Густота населення становила 215 осіб/км².  Було 88 помешкань (123/км²).
Расовий склад населення:
| - 89,5 % — білих - 2,6 % — чорних або афроамериканців - 1,3 % — корінних американців - 3,9 % — осіб інших рас |

До двох чи більше рас належало 2,6 %. Частка іспаномовних становила 7,2 % від усіх жителів.
За віковим діапазоном населення розподілялося таким чином: 22,9 % — особи молодші 18 років, 57,5 % — особи у віці 18—64 років, 19,6 % — особи у віці 65 років та старші. Медіана віку мешканця становила 41,8 року. На 100 осіб жіночої статі у місті припадало 112,5 чоловіків;  на 100 жінок у віці від 18 років та старших — 118,5 чоловіків також старших 18 років.
Середній дохід на одне домашнє господарство  становив 47 658 доларів США (медіана — 37 500), а середній дохід на одну сім'ю — 55 504 долари (медіана — 55 938). За межею бідності перебувало 20,7 % осіб, у тому числі 30,4 % дітей у віці до 18 років та 12,8 % осіб у віці 65 років та старших.
Цивільне працевлаштоване населення становило 71 осіб. Основні галузі зайнятості: освіта, охорона здоров'я та соціальна допомога — 36,6 %, виробництво — 23,9 %, роздрібна торгівля — 8,5 %, мистецтво, розваги та відпочинок — 7,0 %.